# FAM19A5
FAM19A5 (англ. Family with sequence similarity 19 member A5, C-C motif chemokine like) – білок, який кодується однойменним геном, розташованим у людей на короткому плечі 22-ї хромосоми. Довжина поліпептидного ланцюга білка становить 132 амінокислот, а молекулярна маса — 14 301.
| 10         |  | 20         |  | 30         |  | 40         |  | 50         |
| ---------- |  | ---------- |  | ---------- |  | ---------- |  | ---------- |
| MAPSPRTGSR |  | QDATALPSMS |  | STFWAFMILA |  | SLLIAYCSQL |  | AAGTCEIVTL |
| DRDSSQPRRT |  | IARQTARCAC |  | RKGQIAGTTR |  | ARPACVDARI |  | IKTKQWCDML |
| PCLEGEGCDL |  | LINRSGWTCT |  | QPGGRIKTTT |  | VS         |  |            |

A: Аланін

C: Цистеїн

D: Аспарагінова кислота

E: Глутамінова кислота

F: Фенілаланін

G: Гліцин

I: Ізолейцин

K: Лізин

L: Лейцин

M: Метіонін

N: Аспарагін

P: Пролін

Q: Глутамін

R: Аргінін

S: Серин

T: Треонін

V: Валін

W: Триптофан

Задіяний у такому біологічному процесі, як альтернативний сплайсинг. 
Локалізований у мембрані.
Також секретований назовні.